# Чернобурая лисица

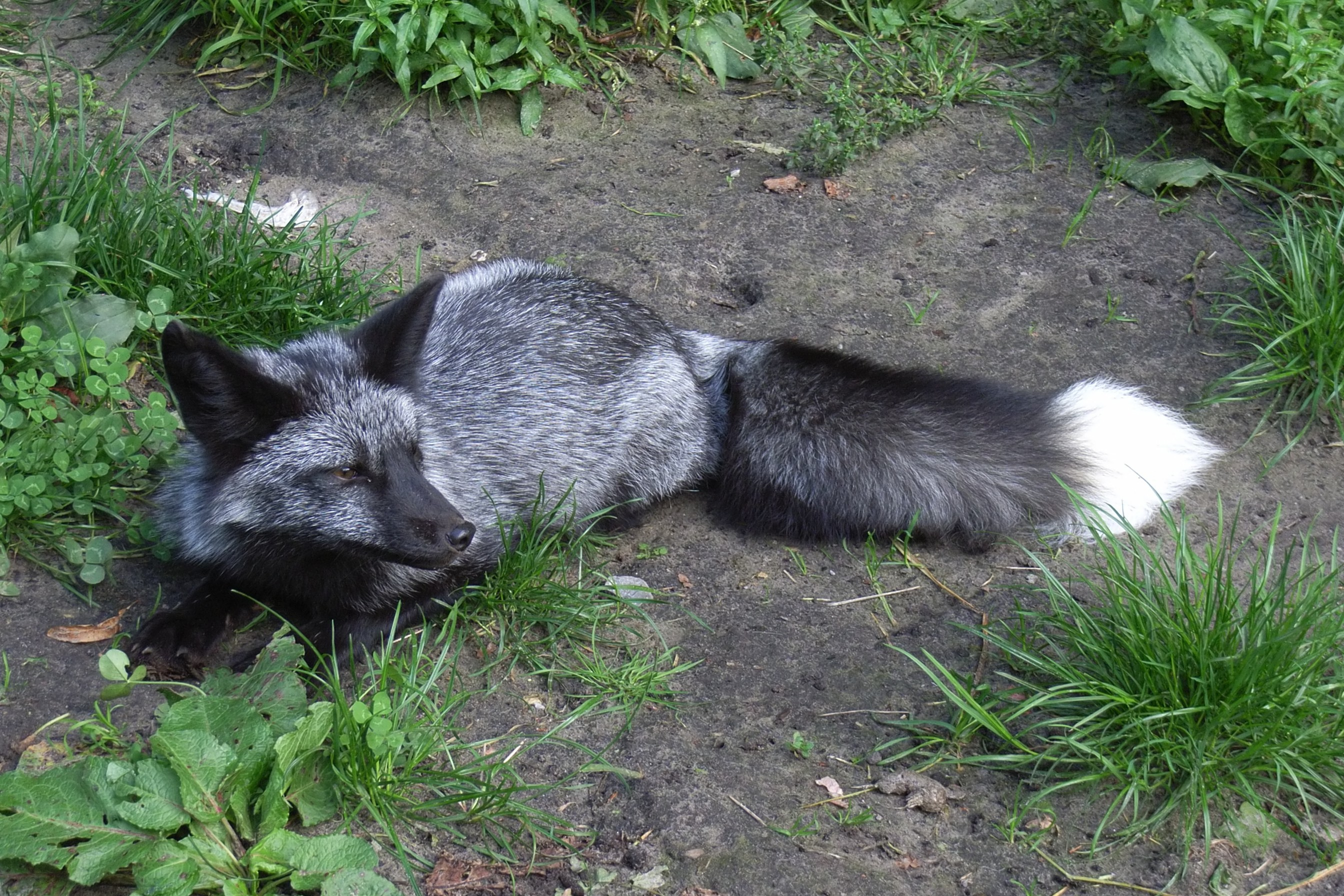
Чернобурка — морфа обыкновенной лисицы

Чернобурая лисица, или серебристо-чёрная лисица или чернобурка, — морфа обыкновенной лисицы (меланист), используемая в животноводстве для получения меха, из которого делают одежду, например, шубу-чернобурку.
Чернобурки хорошо скрещиваются с лисицами рыжего окраса. Полученные гибриды называются сиводушками.

## Описание
Чернобурка довольно вариативна в окраске: некоторые лисицы — полностью чёрные с белым кончиком хвоста, другие — серые с голубоватым или буроватым оттенком, третьи — с боков пепельные. Рыжих волосков нет. Иногда бывает седина.
Равномерно чёрновато-коричневый или шоколадного цвета подшёрсток, необычайно длинный и плотный, местами достигает двух дюймов (примерно 5 см), при этом остаётся чрезвычайно тонким. Подшёрсток окружает всё тело вплоть до хвоста, где сама шерсть немного грубее. Самый короткий мех — на лбу и конечностях, самый тонкий — на животе лисы. При индивидуальном осмотре волоски, составляющие мех живота, имеют волнистый вид. На ушах почти нет длинных волосков. Лапы очень густо покрыты шерстью. Чернобурые лисы, как правило, более осторожны, чем рыжие лисы.

## Распространение
В Северной Америке чернобурка встречается главным образом в северной части континента. В XIX веке эти лисицы иногда поступали в Лабрадор, Мадлен и в скалистые регионы Пенсильвании, а также в дикие районы Нью-Йорка. Иногда, в штате Нью-Йорк, встречалась пятнистая чернобурка. Чернобурки составляют более 8 % популяции обыкновенной лисицы на территории Канады.

## Поведение
Чернобурая лиса очень похожа поведением на рыжую лису. Одним из распространённых действий является маркировка территории запахами. Это поведение используется как демонстрация доминирования, но может также использоваться для сообщения другим особям об отсутствии пищи на участке.
Чернобурая лисица питается мясом мелких животных, считается отличным охотником, мастером маскировок и отличается выносливостью, может преследовать жертву несколько часов. Хищник является зверем-одиночкой, воссоединяется в пару только в период спаривания: весной или осенью. После рождения лисят ими занимается только мать, она их обеспечивает питанием и обучает охоте.

## Чернобурка в культуре

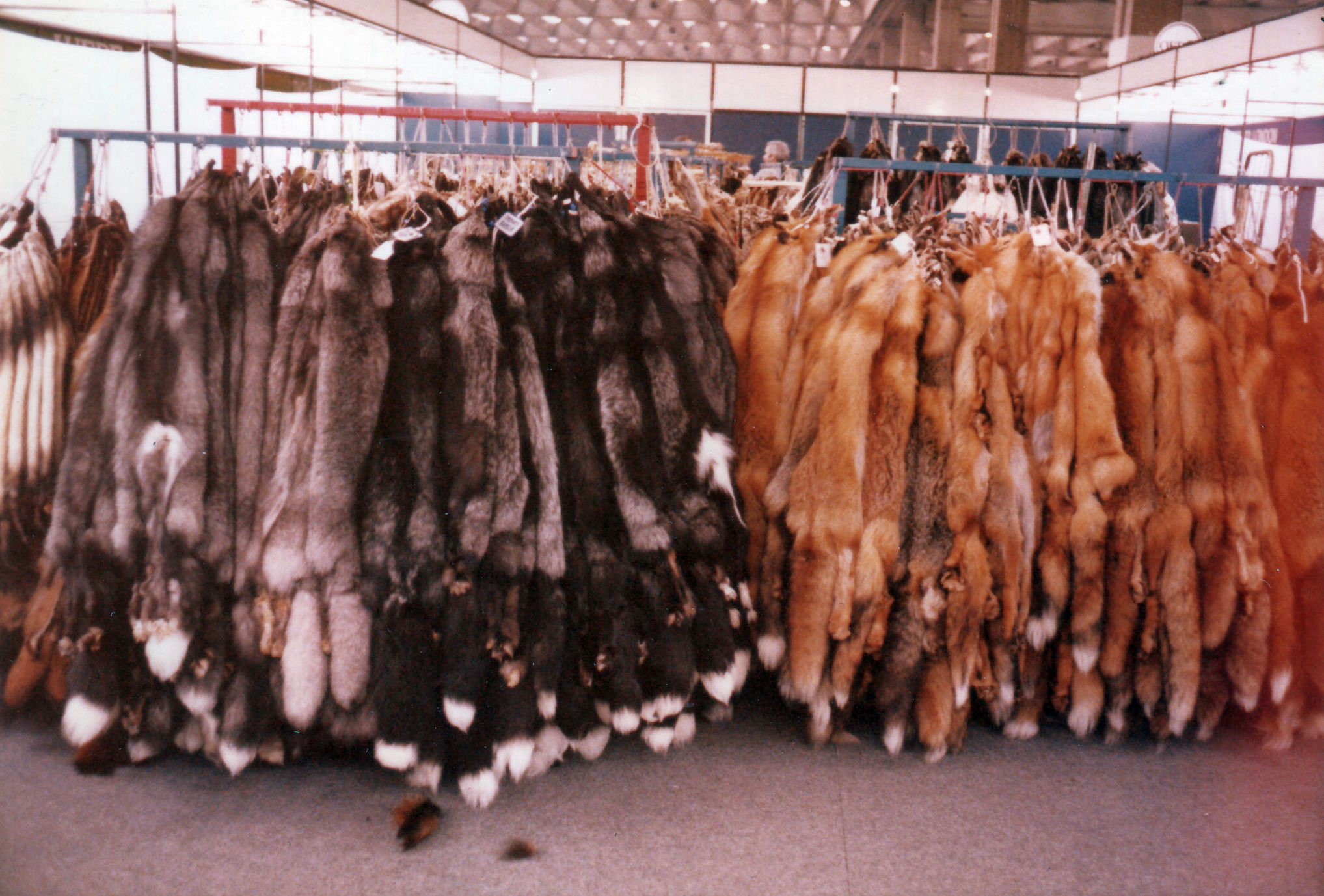
Выделанные шкуры серебристо-чёрных лисиц (слева)

Две чернобурые лисицы служат в роли опоры на гербе острова Принца Эдуарда. Геральдические лисицы символизируют принципиальность, ум и мудрость. На гербе острова Принца Эдуарда означает вдохновение, изобретательность и упорство.
В Вологодской области, на гербе города Тотьма, который стал известен своими картушами, изображена чернобурка, также чёрная лиса присутствует на гербе городов Сургут (Ханты-Мансийский автономный округ — Югра) и Салехард (Ямало-Ненецкий автономный округ).

Чернобурый лис Домино стал одним из героев «Рассказов о животных» американского писателя Сетон-Томпсона («Домино. История одного чёрно-бурого лиса»). В 1973 году на киностудии «Киевнаучфильм» по мотивам произведения был снят художественный фильм «Домино», режиссёр Игорь Негреску.

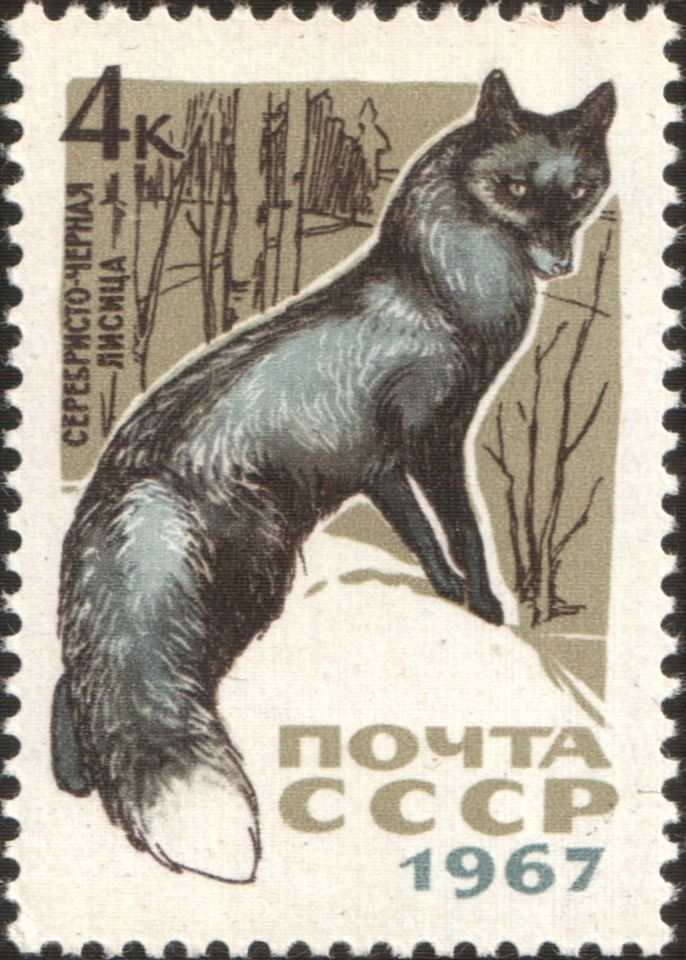
Почтовая марка СССР. 1967 год
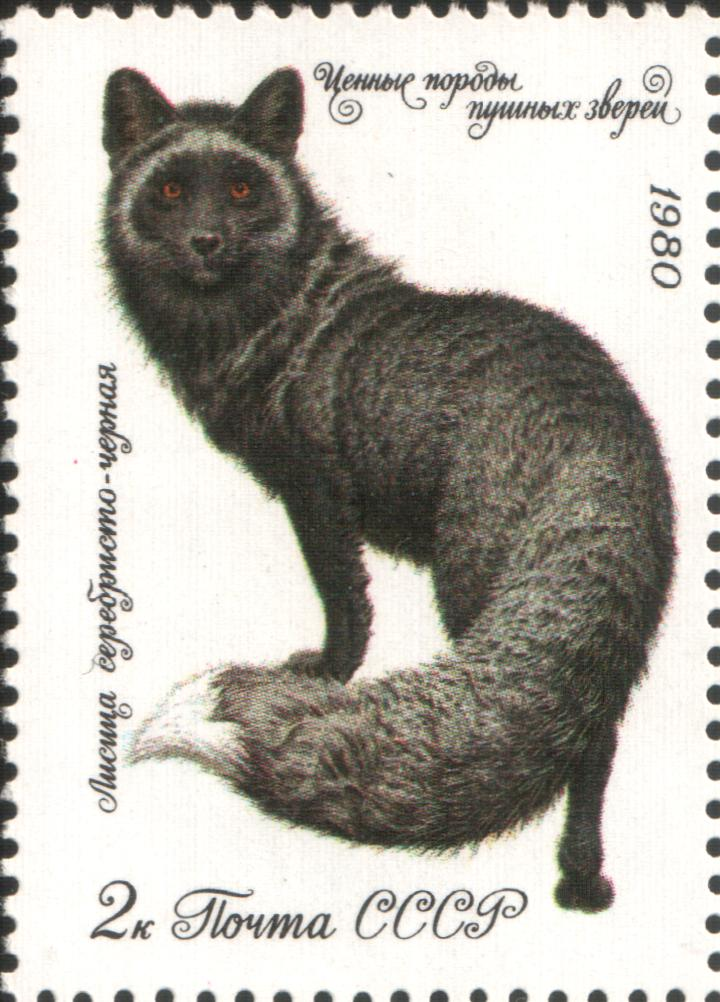
Чернобурка на почтовой марке СССР, 1980 год
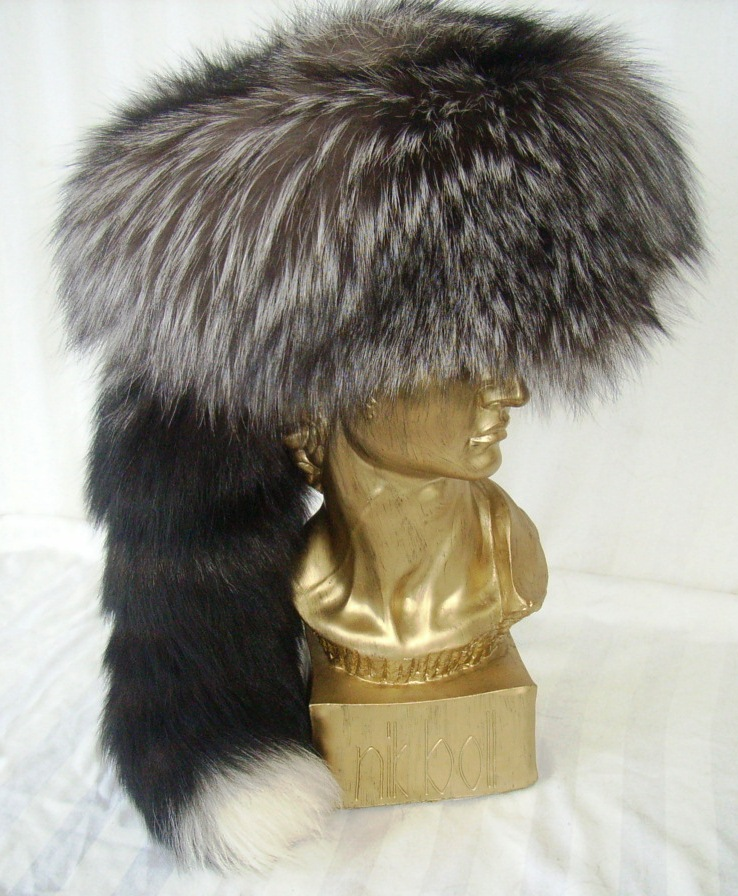
Шапка из меха чернобурки